# 유전체 (생명과학)

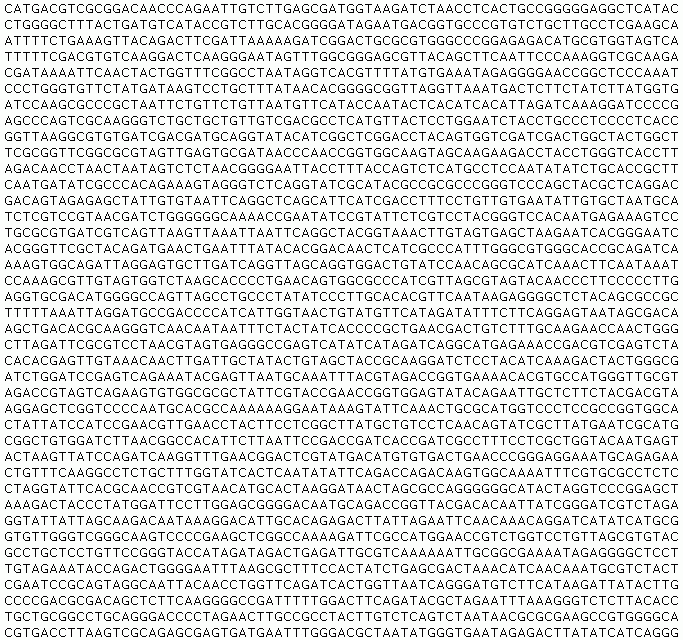
DNA 서열의 일부

유전체(遺傳體) 또는 게놈(독일어: genom, 영어: genome 지놈[*])은 한 개체의 모든 유전정보를 뜻하며, 유전자(진핵생물의 경우 엑손+인트론)와 유전자가 아닌 부분(반복 서열 등을 포함)을 모두 포함한 총 염기서열이다. 유전체는 보통 DNA에 저장되어 있으며 일부 바이러스에는 RNA에 있다. ‘Genome’이라는 낱말은 유전자(Gene)와 염색체(chromosome)에서 유래하였으며, 1920년 함부르크 대학교의 식물학 교수 한스 빙클러가 만든 말이다. '유전체'라는 용어는 1996년 10월 10일 한국게놈학술협의회(Korea Genome Organization)가 총무 강창원 교수가 만든 용어를 채택하고 한국유전체학술협의회(현 한국유전체학회)로 개명하며 처음 사용되었고, 1996년 11월 4일 국회 유전체연구지원모임을 창립하며 사용되었으며, 생명공학육성법의 1997년 8월 28일 개정법률 제2조에 용어의 정의가 명시되었다. 유전학에서 나온 학문인 유전체학에서 유전체를 연구하는데, 생물정보학 기술이 많이 필요하기 때문에 정보과학 분야에서도 다룬다. 유전체학과 함께 단백체학, 전사체학 및 상호작용체학 등이 연구되고 있다.
유전체 해독을 통해 유전자와 병과의 관계도 밝혀지고 있다. 예를 들어 양극성 장애, 난청, 다운증후군에 관한 유전자는 21번 염색체에 있다. 당뇨병이나 고혈압 등의 생활 습관병은 3% 이상이 유전 요소로 정해진다고 생각하는 학자도 있다. 그러나 유전체 해석은 질병의 예방에 도움이 되는 한편 개인 정보를 침해할 수 있다는 점에서는 큰 문제가 남아 있다. 유전 정보는 궁극적으로 중요한 개인정보이기 때문에 유전 정보에 의해 개인이 차별되는 것은 불합리하며 따라서 용인되어서는 안 된다는 의견이 있다. 어떻게 개인 정보를 보호해 나갈 것인가는 포스트 유전체(post-genome) 시대의 새로운 과제이다.
유전체를 해독하는 방법은 크게 두 가지로 분류될수 있다. 하나는 재해독(re-sequencing)이고, 다른 하나는 신해독 혹은 선도해독(de novo sequencing)이다. 이것은 유전체 지도를 만들 때 기본적으로 그 목적과 개념이 다르다.
총 4조원이 든 최초의 인간 표준유전체은 신해독 방법으로 유전체지도를 새로 만든 것이다. 이것은 신해독 된 표준 유전체에, 해독 된 주로 짧은 서열을 정렬을 시켜서 그 뼈대에 맞춰 구성한 일종의 반쪽자리 유전체지도이다.

## 배수체
단수체는 단지 한 조의 염색체를 가지고 있는 체세포나 개체를 말하며 박테리아가 원형의  복사본(copy)을 가지고 있다.
반수체(Haploid)는 감수 분열의 결과로 반수의 염색체를 지니고 있는 세포 혹은 개체이다. 정자, 난자와 하등 식물의 배우체 또는 곤충의 벌목에서 보여진다
한편 이배수체(Diploid)는 각각 모계와 부계로부터 유래된 두 개의 홑배수체 세트를 함유하는 세포나 개체아다. 체세포의 정상적인 염색체 보체이며 체세포는 난자와 정자에 존재하는 염색체 수의 두 배를 함유하고 있다. 일반적인 동물에게서 볼 수 있는 번식 메커니즘이다.

## 인간의 유전체
인간 유전체는 한 인간 개체를 만들기 위해서 필요한 모든 유전자들과 유전자 바깥 부분을 포함하는 약 33억 쌍 정도의 모든 DNA 염기 서열을 통틀어 말한다. 인간 유전체는 44개(22쌍)의 상염색체와 2개(1쌍)의 성염색체 (X, Y), 그리고 미토콘드리아 DNA에 나뉘어 유전된다. 유전자는 DNA(디옥시리보스핵산)가 담당하고 있다. DNA란 인산이나 당뿐 아니라, A(아데닌), T(티민), G(구아닌), C(사이토신)의 염기로 이루어져 있는 이중 나선형의 물질이다. 이러한 네 가지 염기 배열에 의해서 유전 정보가 암호화되고 있다. 사람의 유전자 약 2만 개는, 대략 30억 쌍의 염기대의 DNA에 기록되어 있다. DNA의 염기 배열이 어느 유전자에 대응하는지를 조사함으로써 사람의 모든 유전자를 해독하는 것을 인간 유전체 계획라고 부르고 있다.
인간 유전체 계획 말고도, 여러 많은 동물들과 식물들의 유전 정보들의 유전체를 해독하는 작업들이 이미 완성되었거나 현재 진행 중이다. 대표적으로 벼의 유전 정보를 해독하는 “벼 유전체 계획” 등도 진행되고 있다. 이러한 유전자 기술이 응용되면 의료 현장에서 치료나 농작물의 품종 개량에 도움이 될 것이라고 기대할 수 있으므로 미국을 중심으로 일본이나 유럽 등에서 빠른 성과를 목표로 연구를 하고 있다.

## 세포
유전체(Genom)는 낱낱의 개체로서 그 생물체가 지닌 생명 현상을 유지하는데 필요한 유전자의 총량이나 한편으로 또는 1개의 세포가 지닌 생명 현상을 유지하는 데 필요한 유전자의 총량을 가리킬 수도 있으며 사람과 같은 진핵생물의 경우 반수(n)의 염색체에 있는 유전자의 총량이기도 하다.

## 염기쌍
염기쌍(Base pair, bp)은 핵산을 구성하는 염기 가운데 서로 수소 결합을 할 수 있는 두 개의 염기이다. 아데닌과 티민의 쌍, 구아닌과 사이토신의 쌍이 있다.  대장균(E.coli)의 경우 약 4,600,000bp, 유전자 수는 4,300개이며 사람의 경우 약 3,300,000,000bp, 유전자 수는 21,000개로 잠정적으로 알려져 있다.

## 같이 보기
- 유전자
  - 유전자군(Gene family)
  - 유전자 연관
  - 인간 유전체 프로젝트
- 진화
  - 분자 진화
- 학문
  - 개인유전체학
  - 발생생물학
  - 생물정보학
  - 유전학
  - 유전체학
  - 외유전체학
  - 체학